# Villa Nizzastraße 11 (Radebeul)
Die Villa Nizzastraße 11 liegt im Stadtteil Oberlößnitz der sächsischen Stadt Radebeul, direkt neben der Villa Agnes von Karl May. Die beiden Häuser wurden 1879/1880 gemeinsam von den Gebrüdern Ziller erbaut.

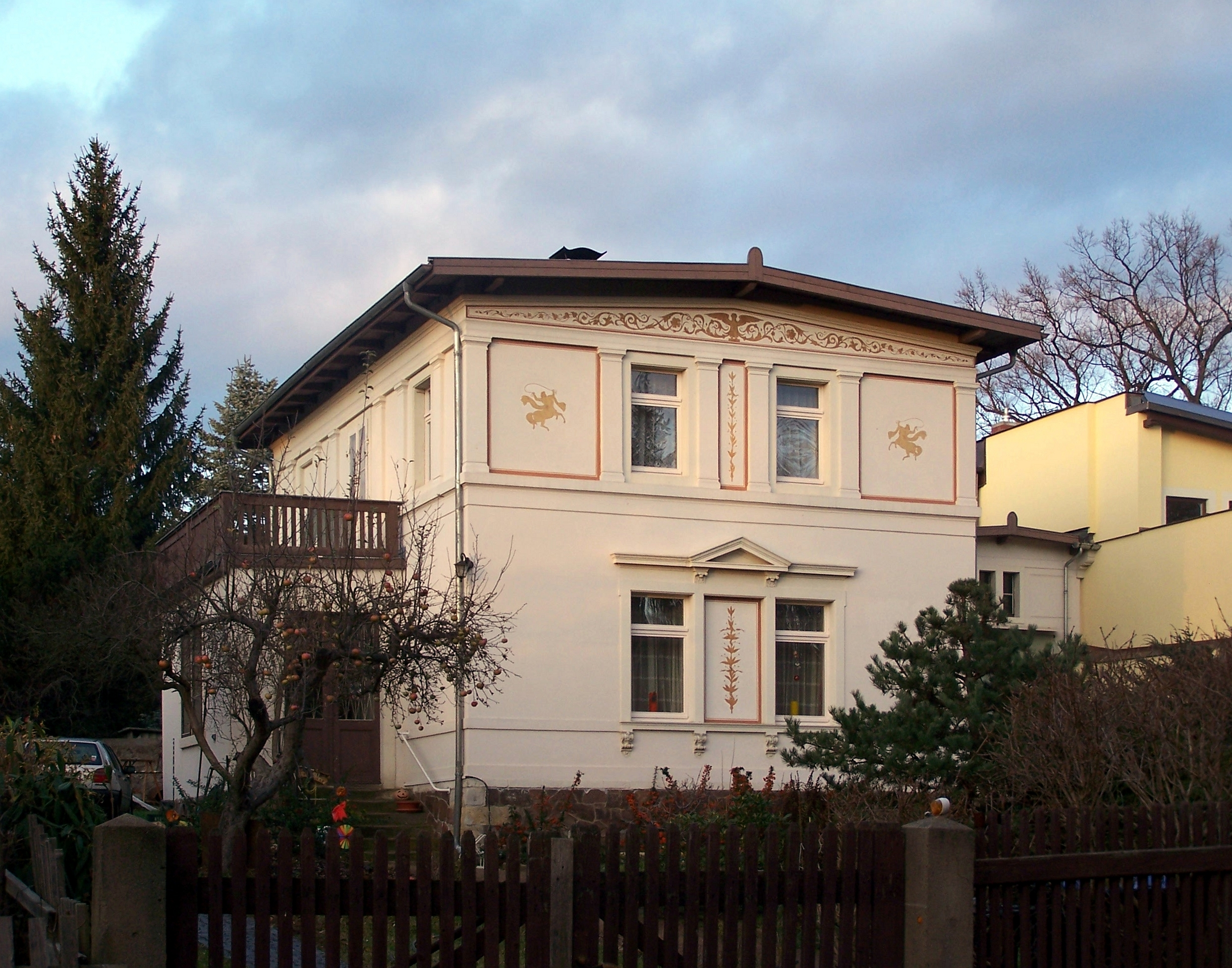
Villa Nizzastraße 11

## Beschreibung

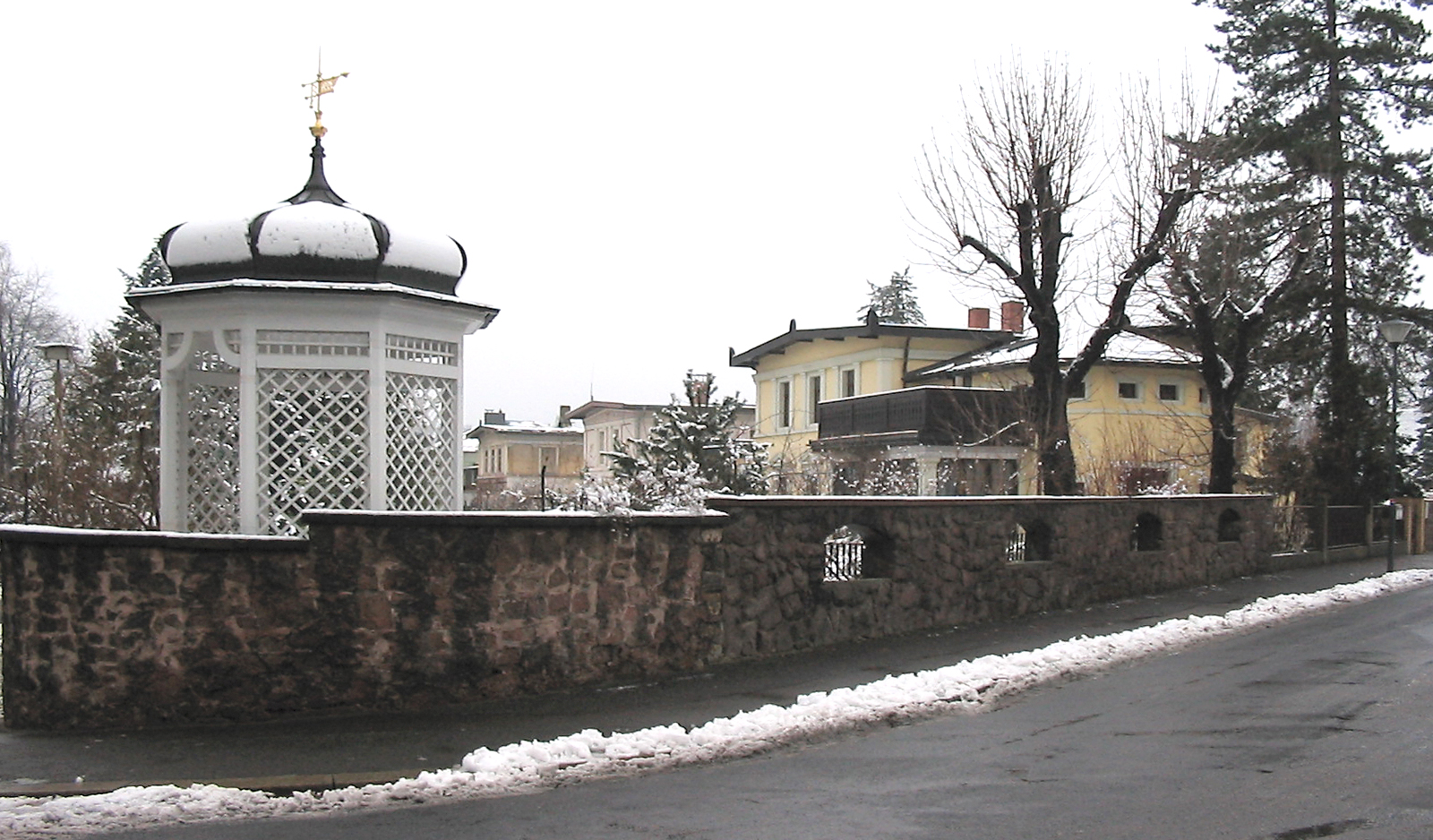
Villa Agnes mit Pavillon, Blick zu den ähnlichen Nachbarvillen Nizzastraße 11 und Villa Nizzastraße 9

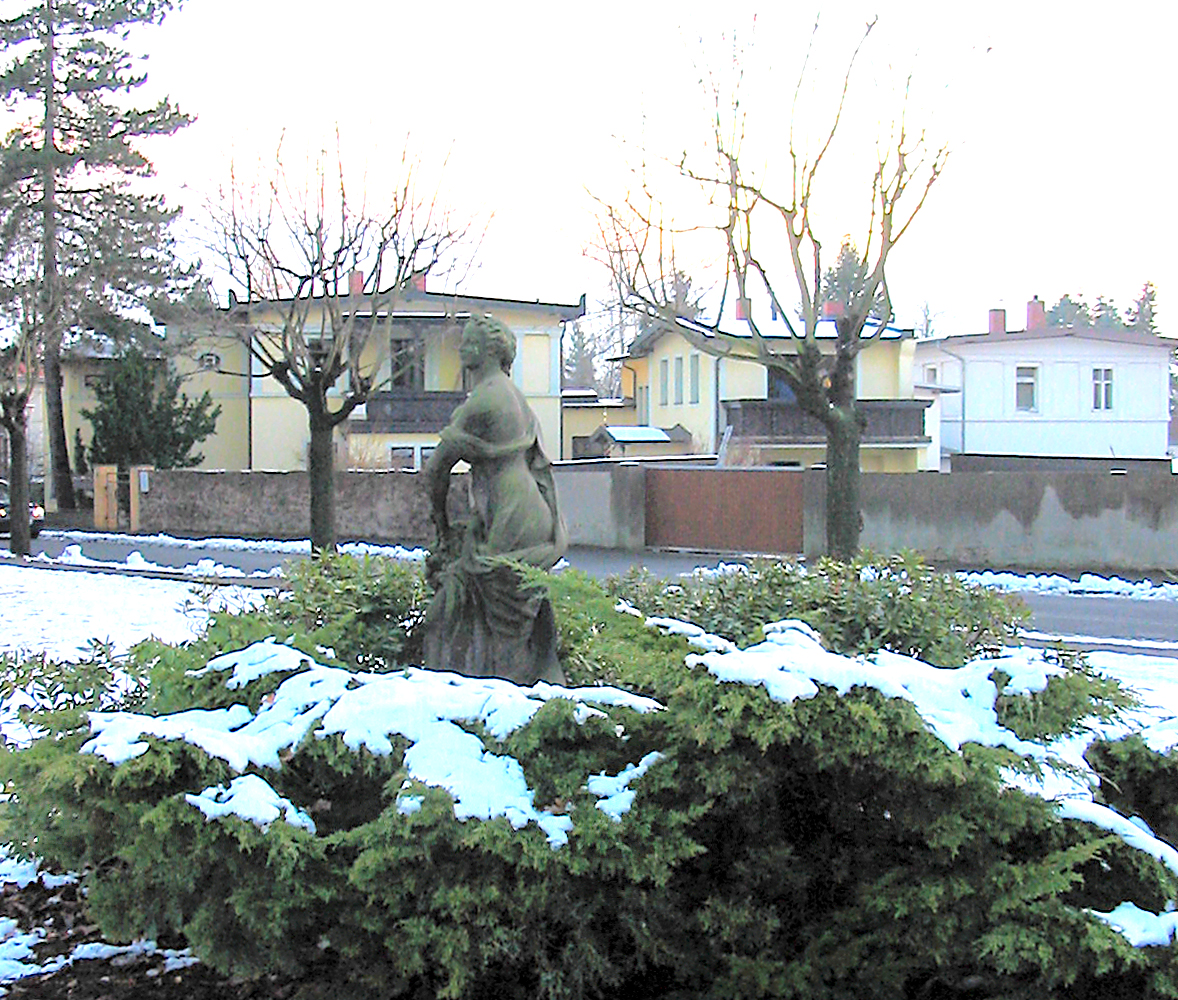
Skulptur „Flora mit Putto“ von Burkhart Ebe auf dem Hörningplatz im winterlichen Gegenlicht, rechts die Rückseite der Villa Nizzastraße 11, Mitte Villa Agnes

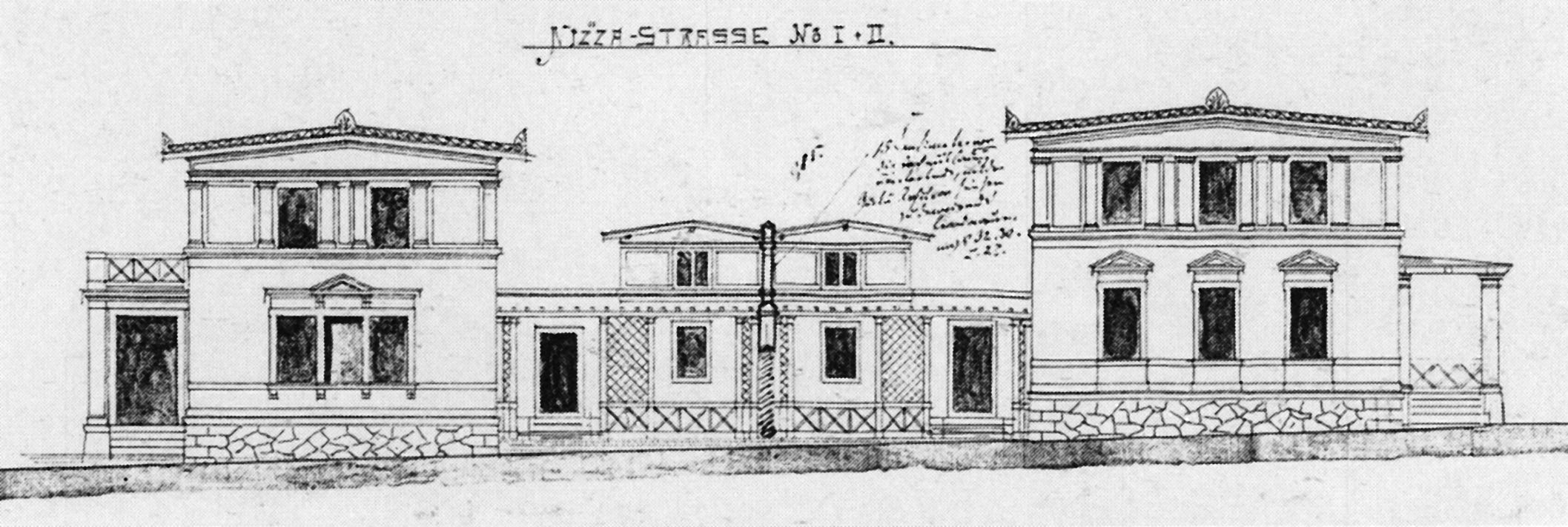
Villa Nizzastraße 11 und Villa Agnes, Bauzeichnung von 1879

Die zusammen mit ihrer Einfriedung und der Pforte unter Denkmalschutz stehende, landhausartige Villa ist ein zweigeschossiger Bau auf einem Syenitsockel und mit einem sehr flachen, weit überstehenden Satteldach, das durch hölzerne Akroteren bekrönt wurde. Das Gebäude ist aufgrund der Gliederung und Verputzung stilistisch dem Spätklassizismus zuzuordnen, wobei es durch sein hohes Erdgeschoss und das vergleichsweise niedrige Obergeschoss auf griechische Vorbilder verweist. Im Gegensatz zu der stark veränderten Villa Agnes entspricht das Gebäude Nizzastraße 11 recht stark dem Originalzustand.
Die zweiachsige Hauptansicht des Gebäudes zeigt in Richtung Süden zur Nizzastraße, sie ist zugleich die Gartenansicht. Rechts des Hauptgebäudes, durch einen kurzen eingeschossigen Verbindungsbau mit vorgelagerter Veranda verbunden, steht ein flaches, eineinhalbgeschossiges Nebengebäude mit flachem Satteldach, das mit dem spiegelbildlich an der Grundstücksgrenze danebenliegenden Nebengebäude der Villa Agnes verbunden ist.
Auf der linken Seite des Haupthauses befindet sich der Eingang in einem Vorbau mit Freitreppe.
Die glatt verputzte Gebäudegruppe mit dekorierter Fassade wird durch Sandsteingewände gegliedert. Die Fenster im Erdgeschoss der Hauptansicht sind als Drillingsfenster zusammengefasst, das mittlere davon als Blindfenster, über den Fenstern befindet sich eine Dreiecksgiebel-Horizontalverdachung, darunter eine Sohlbank auf Konsolen. Die niedrigeren Fenster im Obergeschoss liegen zwischen zwei Gesimsen, die um das gesamte Gebäude herumlaufen, und werden jeweils auf beiden Seiten durch Putzpilaster gefasst, mittig und außen jeweils Spiegelfelder. Die Spiegelfelder sind ebenso wie das Giebelfeld durch Schabloniermalerei dekoriert.
Während die restliche Einfriedung aus einem Holzzaun besteht, ist die Gartenpforte ein zweiflügeliges Eisengittertor zwischen Sandsteinpfeilern mit Abdeckung.

## Geschichte

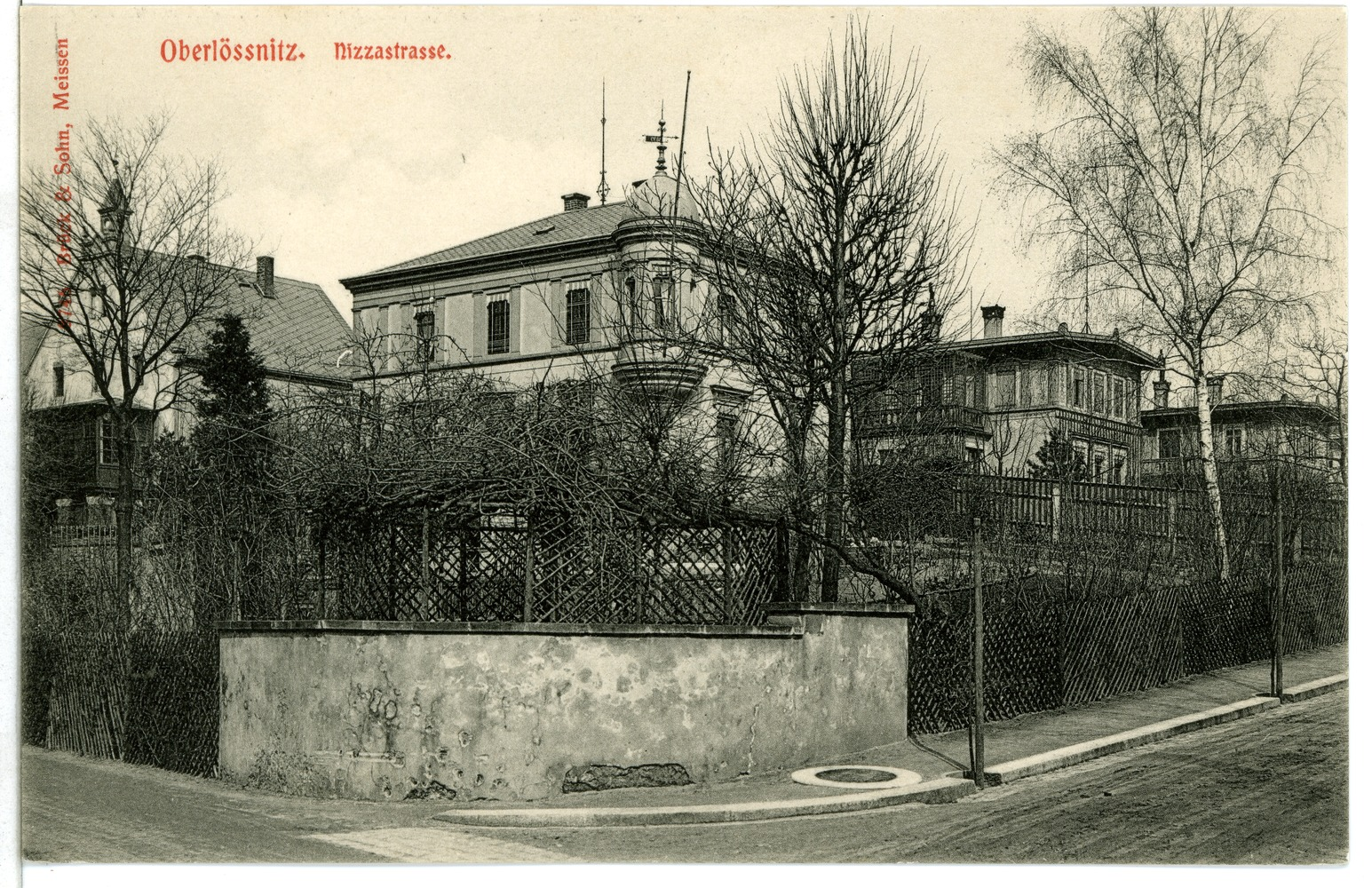
Villa Nizzastraße 11 (1907, ganz rechts), dann Nizzastraße 9 (links davon) und das Eckhaus Nizzastraße 7; ganz links steht das Heim des Politikers Bernhard Behrens.

Der Serkowitzer Baumeister Moritz Ziller beantragte im Februar 1879 auf eigene Rechnung, das Eckgrundstück Nizzastraße 13 (heute Lößnitzgrundstraße 2) gemeinsam mit dem Nachbargrundstück Nizzastraße 11 zu bebauen. Nach der Genehmigung im März 1879 erfolgte im November eine Planänderung, aufgrund derer spiegelbildlich gemeinsam mit dem Nachbargrundstück jeweils ein zusätzliches eingeschossiges Nebengebäude als „Leutestube“, Waschküche sowie zur Aufbewahrung von Brennholz direkt auf der Grundstücksgrenze beantragt wurde. Die Baufertigstellung erfolgte 1880.
Die zweitälteste Schwester der Ziller-Brüder, Pauline (1845–1937), die bis zu seiner Verheiratung 1886 den Haushalt ihres Bruders Gustav geführt hatte, wohnte als Nachbarin Karl Mays von 1891 bis 1893 in der Nizzastraße 11.

## Typgleiche Villen
- Villa Nizzastraße 9
- Villa Nizzastraße 12
- Villa Agnes (ehemals Nizzastraße 13, heute Lößnitzgrundstraße 2)